# Плещеев, Михаил Борисович
Михаи́л Бори́сович Плеще́ев (ум. 1468) — боярин великого князя Василия Васильевича.

## Биография
Во время борьбы князя Московского с князьями Галицкими за обладание Москвой, великий князь послал Плещеева с небольшим отрядом к столице, находившейся в руках Галицких князей. На Рождество 25 декабря 1446 года Плещеев с небольшим отрядом вошёл в Москву, освободил город от власти Дмитрия Шемяки и привёл жителей столицы к присяге на имя своего господина.
Михаил Борисович владел селом Ростокино (находилось на территории современного района Москвы — Ростокино) документально известным с XV века. После смерти жены в 1447 году он передал село Троице-Сергиевому монастырю. А также посёлком Нахабино, расположенном ныне в 16 км от Москвы. Плещеев был очень богатым человеком, о чём свидетельствует, то что ему принадлежали десятки крупных сёл.
Сохранился список бояр великого князя Ивана III, унаследованных им от отца. В этом списке Плещеев стоит на первом месте, в то время он уже находился в преклонном возрасте и вскоре постригся в Троице-Сергиевом монастыре под именем Михаила и там же скончался в 1468 году.